# Final Command
Final Command est un jeu vidéo d'aventure développé et édité par Ubisoft, sorti en 1989 sur Amiga et Atari ST.